# 2018년 고양 위너스 시즌
2018년 고양 위너스 시즌은 고양 위너스가 2017년에 창단된 후 경기도챌린지리그에 참가한 첫 시즌이다. 계형철 감독이 팀을 이끌었고, 한승민이 주장을 맡았다.

## 선수단
- 투수 : 김형문, 박혁진, 박경덕, 박종현, 오세훈, 이우상, 한보희, 구자형, 양훈, 노영오
- 포수 : 김제성, 정병관, 윤도경, 김태성
- 내야수 : 안효범, 길나온, 조원빈, 한승민, 김세훈, 윤강혁, 박인성
- 외야수 : 김규남, 김도환, 이정현, 최동의, 유민후

## 같이 보기
- 2021년 고양 위너스 시즌